# LOVE JAM
LOVE JAM es el segundo álbum de la cantante de J-Pop Ai Otsuka, lanzado el 17 de noviembre del 2004.

## Información
El álbum inicialmente fue lanzado en tres versiones distintas galardonando a Ai como una de las artistas favoritas dentro del sello Avex. Ediciones limitadas incluyeron un libro de fotos ilustrado de Ai Otsuka, y el DVD (también incluido en versiones regulares) incluye un video especial del éxito Daisuki da yo en versión animada con dos conejos ideados por la misma Otsuka llamados Choco y Cocoa, y un corto basado en el video musical de Kingyo Hanabi, protagonizado por Ai Otsuka y un actor japonés; Ai sin embargo no habla en toda la mini película.

## Lista de canciones
Todas las canciones escritas y compuestas por Ai Otsuka. 
| CD  |                                                                     |                                                           |          |  |
| N.º | Título                                                              | Arreglistas(s)                                            | Duración |  |
| 1.  | «Superman (スーパーマン Suupaaman?)»                                | Ai×Ikoman                                                 |          |  |
| 2.  | «Happy Days»                                                        | Ai×Ikoman                                                 |          |  |
| 3.  | «Strawberry Jam»                                                    | Ai×Ikoman                                                 |          |  |
| 4.  | «Daisuki da yo. (大好きだよ。?)»                                    | Ai×Ikoman Ittetsu Gen (Arreglo del instrumento de cuerda) |          |  |
| 5.  | «Sensu (扇子?)»                                                     | Ai×Ikoman                                                 |          |  |
| 6.  | «Moso Chop (妄想チョップ Mousou Choppu?)»                           | Ai×Ikoman                                                 |          |  |
| 7.  | «Pon Pon (ポンポン?)»                                               | Ai×Ikoman, Akinori Suzuki                                 |          |  |
| 8.  | «Futatsuboshi Kinenbi (ふたつ星記念日?)»                            | Ai×Ikoman                                                 |          |  |
| 9.  | «Kingyo Hanabi (金魚花火?)»                                         | Ai×Ikoman                                                 |          |  |
| 10. | «Kuroge Wagyuu Joshio Tanyaki 735 Yen (黒毛和牛上塩タン焼き735円?)» | Ai×Ikoman                                                 |          |  |
| 11. | «Friends (フレンズ?)»                                               | Ai×Ikoman Ittetsu Gen (Arreglo del instrumento de cuerda) |          |  |

| DVD |                                                                      |              |          |  |
| N.º | Título                                                               | Director(es) | Duración |  |
| 1.  | «LOVE's STORY ～Daisuki da yo.～ (～大好きだよ。～?)» (Cortometraje) |              |          |  |
| 2.  | «SHORT FILM ～Kingyo Hanabi～ (～金魚花火～?)» (Cortometraje)        |              |          |  |

- Datos: Q962657